# ジュリエット・アトキンソン
ジュリエット・アトキンソン（Juliette Atkinson, 1873年4月15日 - 1944年1月12日）は、アメリカ・ニュージャージー州ラーウェイ出身の女子テニス選手。1890年代から1900年代初頭にかけて、黎明期の全米選手権（現在の全米オープン）で女子シングルス3勝・女子ダブルス7勝・混合ダブルス3勝（総計13勝）を挙げた選手である。2歳年下の妹、キャスリーン・アトキンソン（1875年 - 1957年）とともに「姉妹テニス選手」として活躍した。フルネームは Juliette Paxton Atkinson （ジュリエット・パクストン・アトキンソン）という。

## 来歴
現在は「全米オープン」として知られるテニス競技大会は、1881年から男子シングルスと男子ダブルスが始まった。女子シングルスはそれから6年後の1887年に第1回の競技大会が行われ、1889年から女子ダブルス、1892年から混合ダブルスが正式競技に加わった。最初期の全米選手権は、各部門が個別の名称を持ち、大会会場も別々のテニスクラブで開かれていた。初期のウィンブルドン選手権と同じく、全米選手権も「チャレンジ・ラウンド」（挑戦者決定戦）から「オールカマーズ・ファイナル」（大会前年優勝者とチャレンジ・ラウンド勝者で優勝を争う）への流れで優勝者を決定した。ジュリエット・アトキンソンは1894年から全米選手権に参加し始め、女子シングルスでは準決勝でバーサ・タウンゼントに敗れたが、女子ダブルスと混合ダブルスの2部門を制覇した。それから、アトキンソンは女子ダブルスで1898年まで5連覇、混合ダブルスで1896年まで3連覇を記録し、女子シングルスでは1895年・1897年・1898年の3度優勝した。2度目の女子シングルスで、アトキンソンは「チャレンジ・ラウンド」（挑戦者決定戦）決勝でエリザベス・ムーア（1876年 - 1959年）に勝った後、「オールカマーズ・ファイナル」で大会前年優勝者ヘレン・ヘルウィッグ（1874年 - 1960年）を 6-4, 6-2, 6-1 で破り、初優勝を決めた。女子ダブルスでは、前年に続いてヘルウィッグとペアを組んで2連覇を果たす。1895年の全米選手権で、アトキンソンは1892年のマーベル・カーヒル（アイルランド）以来3年ぶり2人目の3部門制覇（ハットトリック）を達成した。
アトキンソンがプレーした最初期の全米選手権では、大会運営ルールの変更が多かった。1891年から、女子シングルスの「オールカマーズ・ファイナル」は最大5セット・マッチで行われるようになり、1894年からは「チャレンジ・ラウンド」決勝も最大5セット・マッチになった。アトキンソンが初参加した年から、女子シングルス出場選手はチャレンジ・ラウンド決勝 → オールカマーズ決勝の2試合連続で最大5セット・マッチをこなした。しかし、ほどなくして全米テニス協会の運営委員たちの間で「女子選手に最大5セット・マッチはきつすぎるのではないか」という危惧の声が出るようになり、1901年を最後に女子シングルス・女子ダブルス・混合ダブルスの3部門から「最大5セット・マッチ」が廃止された。1902年以後は最大3セット・マッチで行われるようになり、現在に至っている。
1896年の大会では、アトキンソンは女子シングルスのオールカマーズ決勝でエリザベス・ムーアに敗れたが、ダブルスではそのムーアと組んで優勝する。混合ダブルスでは、この年までエドウィン・フィッシャーと組んで3連覇を達成した。1897年以後、アトキンソンは混合ダブルスから撤退する。1897年と1898年は、女子ダブルスで妹のキャスリーン・アトキンソンと組み、女子シングルス決勝では2年連続で5セットの戦いを制した。1899年と1900年の大会には参加しなかったが、1901年と1902年にもう2度出場し、女子ダブルスのタイトルを2つ加えた。アトキンソンは1902年を最後に全米選手権から引退したが、女子ダブルス「7勝」は5人の異なる選手たちと組み、高い適応性を発揮した。ヘレン・ヘルウィッグ（2連覇）、エリザベス・ムーア、妹キャスリーン（2連覇）、マートル・マカティアー、マリオン・ジョーンズである。最後の2年間、女子シングルスはチャレンジ・ラウンド準決勝で止まったが、この間に前述のようなルールの変更が実施された。
アメリカにおける「女子テニス」の確立に多大な貢献をしたジュリエット・アトキンソンは、1944年1月12日にイリノイ州ローレンスビルにて70歳の生涯を閉じた。1974年に国際テニス殿堂入りしている。

## 全米選手権の成績
- 女子シングルス：3勝（1895年・1897年・1898年）
- 女子ダブルス：7勝（1894年-1898年・1901年＆1902年）　［5連覇を含む］
- 混合ダブルス：3勝（1894年-1896年）　［大会3連覇、すべてエドウィン・フィッシャーとのペア］